# Egon Wiedermann
Egon Wiedermann (1953 –) szlovák régész- és múzeológusprofesszor.

## Élete
1980-1981-ben a Szlovák Tudományos Akadémia Régészeti Intézetének munkatársa. 1982-1994 között a nagytapolcsányi Honismereti Múzeum régésze. 1996-2006 között a nyitrai Konstantin Filozófus Egyetem régészeti tanszékének munkatársa, 2006-tól a muzeológiai tanszék vezetője.
A Régészeti Intézet Tudományos tanácsának, a Szlovák Nemzeti Múzeum kuratóriumának tagja.
Ásatásokat végzett többek között Apponyban, Nyitrán (1981), Nagytapolcsányban, Nyitraszerdahelyen és Szeptencújfalun (1981-1990).

## Művei
- 1985 Archeologické pamiatky topoľčianskeho múzea. Nitra.
- 1985 K historicko-chronologickým otázkam všasnostredovekej spoločnosti 7.-8. storočia na Slovensku (Horizontálno-stratigrafická analýza pohrebiska v Štúrove). Slovenská archeológia 33, 347-378.
- 1991 Dejiny archeologického výskumu Topoľčian a Topoľčianskeho hradu. Nitra.
- 1995 Höhlenfundorte und Anpassung urzeitlicher Besiedlung an die Klimatischen Änderungen am mittleren und Oberen Flusslauf der Nitra. Studia Hist. Nitriensia 4, 55-63.
- 1996 Mladoeneolitické osídlenie strednej Nitry v prírodnom prostredí epiatlantika. Študijné zvesti 32.
- 1997 Topoľčany vo vrstvách vekov. Bratislava.
- 2000 Partizánske. Staré a nové epochy. Bratislava. (tsz. J. Vladár)
- 2001 Paleoekológia Ponitria v archeologických prameňoch. Studia Hist. Nitriensia 8, 11-53.
- 2001 Modellierung des prähistorischen Landschaftsraumes. Acta Nitriensiae 4, 315-332.
- 2003 Archeoenvironmentálne štúdie prehistorickej krajiny. Nitra.
- 2010 Šnúrová epistéma – kultúrny kód spletených povrázkov. Slovenská archeológia 58/2, 243-258.
- 2013 The Prehistoric Multicultural Settlement of Hajná Nová Ves (Slovakia). Cultural-historical, settlement-archaeological and archaeo-environmental contexts in Western Carpathia at the end of the early prehistoric and in the late prehistoric periods. BAR Archaeopress S2482. Oxford.
- 2015 Topočany Hrad - Protourbárne sídlo.
- 2018 Animal in the Life of the North-Carpathian Aeneolithic and Early Bronze Age Populations. Študijné zvesti 64. (tsz. Jozef Vladár)
- 2020 The World behind the World. Berlin. (tsz. J. Vladár)